# جسر بيدويل بار
جسر بيدويل بار في اوروفيل ، كاليفورنيا، يشير إلى اثنين من الجسور المعلقة التي تعبر أجزاء مختلفة من بحيرة اوروفيل. وكان جسر بيدويل بار أول جسر معلق من الصلب في كاليفورنيا. وقد تم الانتهاء من الجسر الذي تكلف 35,000 دولار، ويبلغ طوله 240 قدم (73 م) في ديسمبر 1855, وتم بناؤه من المواد المنقولة من تروي، نيويورك، عن طريق كيب هورن. وضعت معظم الأموال من قبل القاضي جوزيف لويس، فرجينيا الذي انتقل إلى بيدويل بار في 1849. الجسر عبر أصلا نهر فيذر وهو الرافد الرئيسي لنهر سكرامنتو، في وادي سكرامنتو وهو واحد فقط من عدد من الجسور المعلقة التي بنيت في المنطقة في 1850 و ماتزال قائمة. وظلت مفتوحة أمام حركة مرور السيارات حتى عام 1954.
إن تشييد سد اوروفيل غمر الوادي حيث يجرى نهر فيذر وكذلك بلدة بيدويل بار، كما رتب محافظوا البيئة لنقل الجسر في عام 1966 إلى الجانب الجنوبي من البحيرة، ولكنه لا يزال مفتوحا إلى السير على الأقدام، بينما غمر موقعه الأصلي على ضفاف البحيرة.

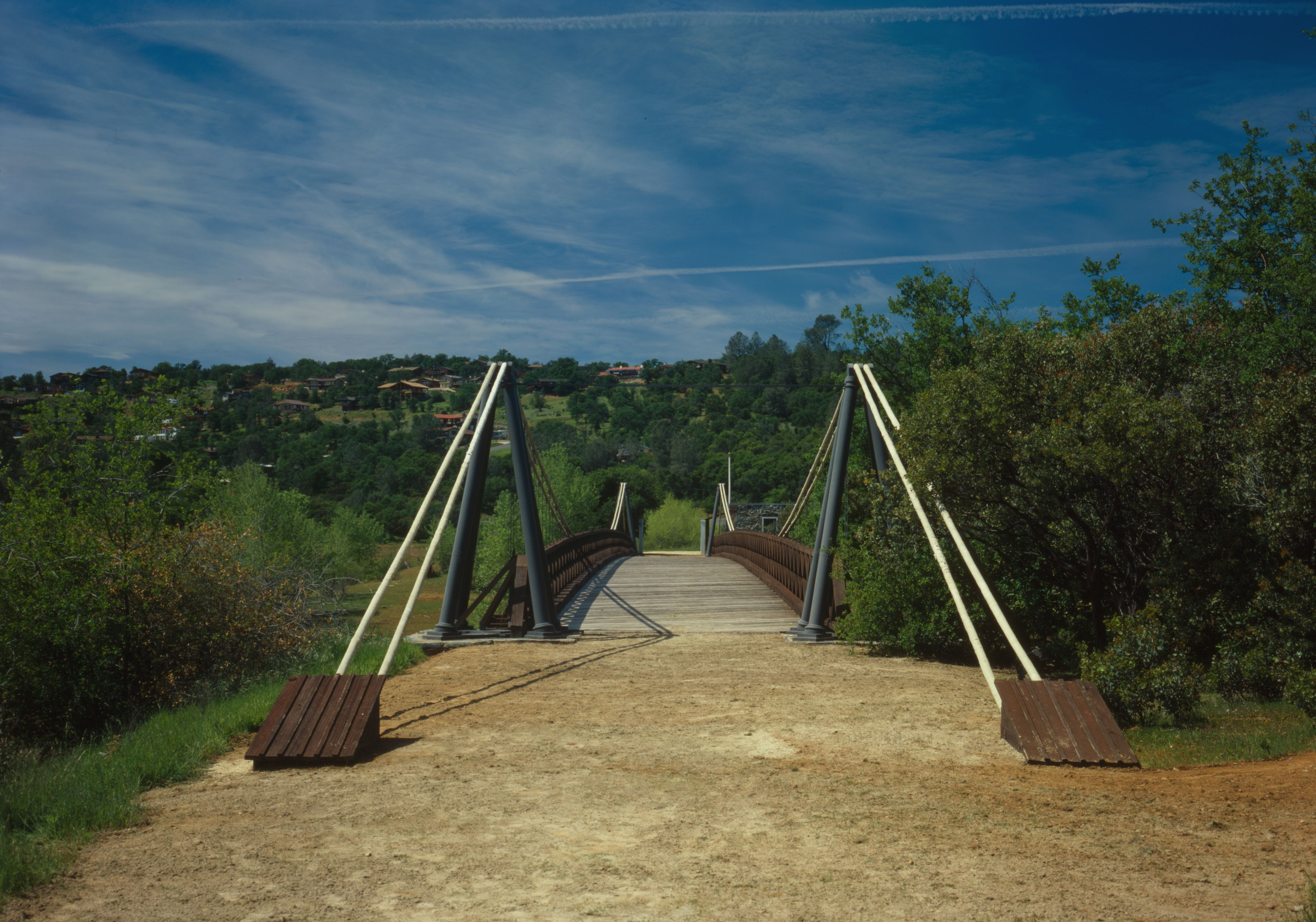
إطلالة على الجسر القديم

تم بناء جسر بديل في عام 1965، وهو بطول 1,108 قدم. (337.7 متر) . تم بناء الجسر على بعد ميل ونصف من موقعه الأصلي. في ذلك الوقت، كان واحدا من أعلى الجسور المعلقة في العالم (627 قدم (190 متر) فوق مجرى النهر الأصلي)، ولكن مع إنشاء البحيرة، الجسر يستقر الآن فقط فوق مستوى المياه عندما تكون البحيرة ممتلئة. الجسر يعد كجزء من طريق الولاية 162.
وقد سجل الجسر الأصلي باعتباره من المعالم التاريخية في كاليفورنيا  وأعلن أنه على قائمة المعالم الهندسية المدنية التاريخية من الجمعية الأمريكية للمهندسين المدنيين. في شجرة البرتقال الأم،أول شجرة برتقال في شمال كاليفورنيا (تم شراؤها من قبل القاضي لويس)، وتقع بالقرب من معلم كاليفورنيا التذكارى .

## الروابط الخارجية
- Bridgemeister.com — entry for the 1855 Bidwell Bar Bridge
- Bridgemeister.com — entry for the 1967 Bidwell Bar Bridge